# Valheim
Valheim je připravovaná sandboxová hra o přežití od švédského vývojářského studia Iron Gate Studio, jejímž vydavatelem je společnost Coffee Stain Studios. Stojí za ní pětičlenný tým a vychází z vedlejšího projektu Richarda Svenssona, který na projektu pracoval ve svém volném čase. Hra byla vydána 2. února 2021 v předběžném přístupu pro platformy Microsoft Windows a Linux na službě Steam.

## Zasazení a příběh
Valheim je zasazen ve světě, ve kterém padlí vikingové dokazují, zdali jsou doopravdy hodni Valhally. Za jednoho takového vikinga hráč začíná a brzy zjišťuje, že aby dosáhl severského posmrtného života, je potřeba porazit zlo, jež Valheim obývá. Hráč je veden pouze svými instinkty a radami, které mu chvílemi dává havran Hugin, a musí se připravit na boj se zapřisáhlými nepřáteli samotného Ódina.
Termín „Valheim“ odkazuje na fiktivní desátý svět, jímž prorůstá strom Yggdrasil ze severské mytologie.

## Hratelnost
Valheim je hra o přežití v otevřeném světě hraná z pohledu třetí osoby. Pokud chtějí hráči přežít, musí vyrábět nástroje, stavět přístřeší a bojovat s nepřáteli. Hra používá charakteristickou stylizovanou 3D grafiku s nízkým rozlišením, postava je ovládána z pohledu třetí osoby a bojový systém je inspirován akčními hrami. Valheim mimo jiné podporuje kooperaci až v deseti hráčích a volitelné PvP.
Po založení své vikingské postavy mohou hráči vytvořit pomocí seedu procedurálně generovaný svět. Světy jsou rozděleny do několika biomů, jako jsou meadows (louky), Black Forest (Černý les), swamps (bažiny), mountains (hory), plains (planiny), oceans (oceány), Mistlands, Deep North a Ashlands. V každém biomu dosahují nepřátelé jiné úrovně obtížnosti, nachází se v nich také specifičtí bossové a předměty. Ve Valheimu se střídá den a noc.
Aby přežili, musí hráči po celém světě získat materiály; mohou například chovat zvířata, lovit, těžit nebo farmařit. S jejich pomocí mohou stavět přístřešky, vyrábět nástroje a výzbroje a kovat zbraně. Hráči mají určitý počet životů, které snižují nepřátelské útoky nebo pády z velkých výšek, a výdrže, která se spotřebovává během pohybů, jako je běh nebo boj. Zdraví i výdrž jsou doplněny snědením jídla. Jídlo obě dvě složky pouze neobnovuje ale také zvyšuje jejich množství, a to v závislosti na druhu a kvalitě jídla, které hráči sní.
Hra navíc obsahuje systém dovedností, pohybující se od blokování až po běhání. Každou z dovedností lze vylepšit na úroveň 100, přičemž dovednosti mají různé účinky na herní mechaniky. Například dovednost s oštěpy rozhoduje o tom, jaké poškození hráč s oštěpy způsobí, zatímco dovednost běhání ovlivní spotřebovanou výdrž během běhu.
Cílem hry je zabít všech pět bossů, kteří se nachází v odlišných biomech. Aby hráči bosse přivolali, musí k jejich oltáři přinést obětinu v podobě specifického předmětu. Z bossů po jejich zabití padne trofej, kterou hráč může přinést a položit na hlavní oltář a získat tak speciální schopnost, již trofej nabízí. Schopnosti mohou být používány donekonečna, hráč však musí počkat určitý čas, než se znovu nabijí.
Bojový systém dovoluje hráčům si vybrat z jednoručních nebo dvouručních zbraní, štítů, luků a oštěpů. Hráči se mezi biomy mohou pohybovat pěšky nebo si mohou vyrobit lodě, a to buď základní rafty nebo typické vikingské langskipy.

## Vývoj
Valheim je vyvinut malým švédským nezávislým studiem Iron Gate Studio, které se zformovalo během výroby hry. Spoluzakladateli studia jsou Richard Svensson a Henrik Tornqvist, kteří byli spolupracovníky v místní vývojářské společnosti Pieces Interactive. Před Valheimem pracoval Svensson ve svém volném čase na herním simulátorů zvaném Tolroko. Hra se však vydání nedočkala, podle Tornqvista si Svensson uvědomil, že je „nadbytečné implementovat simulační systémy pro ně, spíše než pro hráče“. Svensson tak chtěl ve své další hře vytvořit otevřený svět, ve kterém simulace obohatí hráčův zážitek.
Svensson začal na Valheimu pracovat v roce 2017, tehdy projekt nesl pracovní název Fejd (což ve švédštině znamená „svár“). V roce 2018 odešel z Pieces Interactive, aby se mohl naplno věnovat Valheimu, a následujícího roku přesvědčil Tornqvista, aby se k němu přidal. V červnu 2018 vyšla alfa verze hry, která byla oficiálně vydána 2. února 2021 v předběžném přístupu.
Vývojáři plánují hru nadále podporovat, a to jak zlepšením základních mechanik, tak i rozšířením zatím nedokončených biomů. Dne 16. září 2021 vydalo studio novou aktualizaci nesoucí název „Hearth & Home“; do hry byla kromě základních úprav přidána nová jídla, zbraně a stavební prvky.

## Přijetí
| Udělil | Skóre |
| ------ | ----- |
| IGN    | 9/10  |

Valheim byl pozitivně přijat kritiky. IGN Nordic dalo hře 9 bodů z 10 a napsalo, že „vynikající grafický styl a hudba podtrhuje svět, který vytváří nekonečně mnoho zajímavých příběhů“. PC Gamer nazval Valheim „vzácnou výjimkou“ mezi hrami předběžného přístupu a uvedl, že hra „se cítí rafinovaná a uspokojující, tak jako je právě teď“. The Washington Post pochválilo Valheim a konstatovalo, že nebyl pouze skvělou hrou, ale byl dobrý v tom být více než jen hrou.
Valheim se po svém vydání stal jednou z nejhranějších her na Steamu; do března 2021 bylo prodáno přes 5 milionů kusů hry a v květnu činilo toto číslo necelých 7 milionů.

### Ocenění a nominace
Valheim byl nominován v kategoriích nejlepší debutové nezávislé hry a nejlepší multiplayerové hry na The Game Awards 2021. Časopis PC Gamer jej vybral za nejlepší hru roku 2021.